# وادی شیه
وادی شیه (انگلیسی: Wadi Shie) یک منطقهٔ مسکونی در امارات متحده عربی است که در رأس‌الخیمه واقع شده‌است.